# Guslagie Malanda

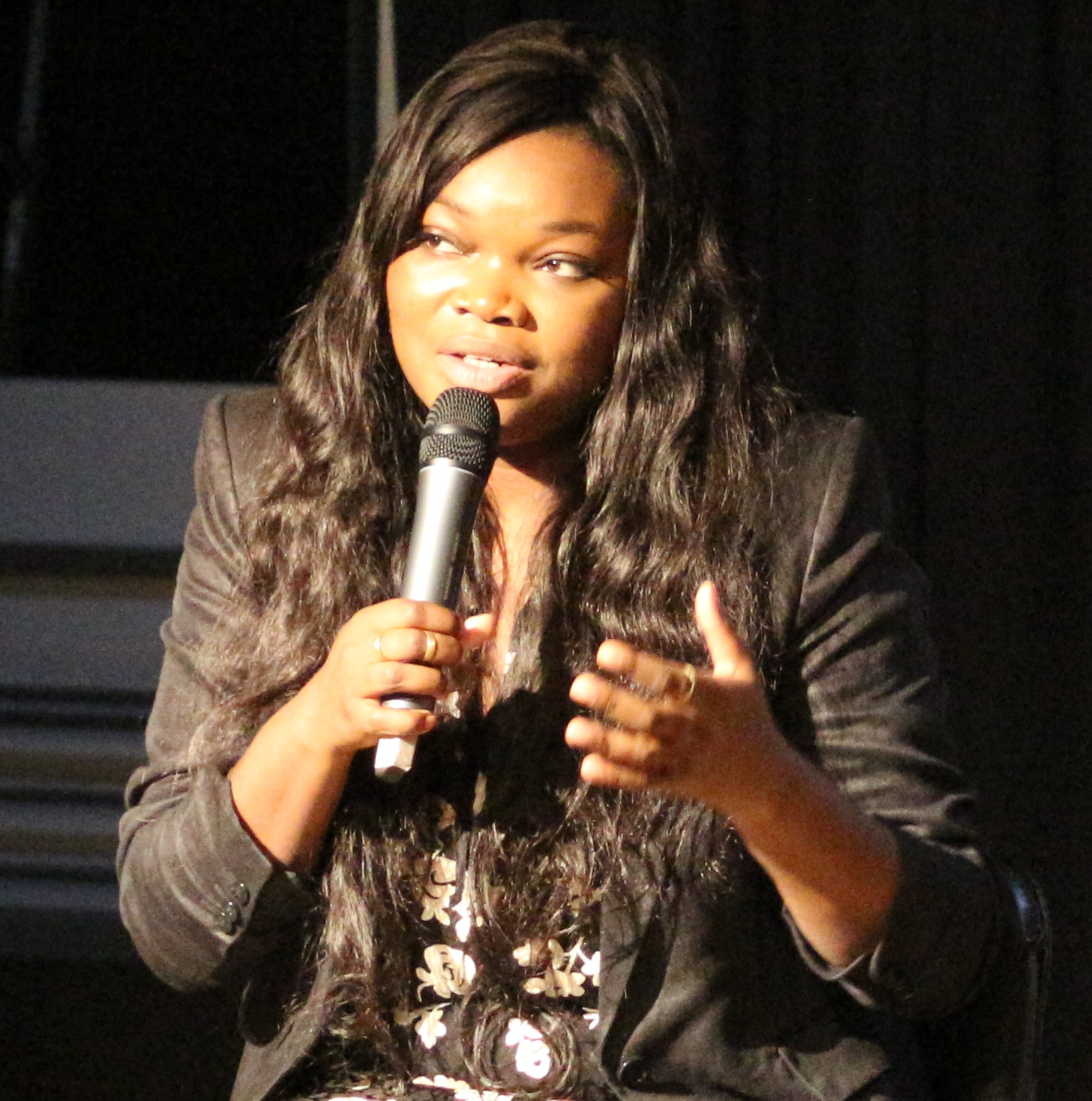
Guslagie Malanda

Guslagie Malanda (* 1990) ist eine französische Schauspielerin.

## Leben
Guslagie Malanda entstammt einer bürgerlichen Familie und schloss ein Studium der Kunstgeschichte ab. Sie arbeitet neben der Schauspielerei als selbstständige Ausstellungskuratorin.
Sie zählt den Kampfsport Kung Fu und das Reiten zu ihren Hobbys.

## Karriere
Einem internationalen Publikum wurde die Französin durch ihr Filmdebüt in Jean-Paul Civeyracs Mon amie Victoria (2014) bekannt. In dem Melodram nach einer Kurzgeschichte von Doris Lessing schlüpfte sie in die Titelrolle einer alleinerziehenden Mutter aus einfachen Verhältnissen. Diese nimmt erst sieben Jahre nach der Geburt ihrer Tochter Kontakt zur weißen, bourgeoisen Familie des leiblichen Vaters auf, mit dem sie als junges Mädchen einen One-Night-Stand verbracht hatte. Die New York Times lobte Malanda für ihren „nachdenklichen Auftritt“  und der Film wurde in den USA für einen Black Reel Award nominiert. In Frankreich bemerkte die Zeitung Midi Libre die „umwerfende Schönheit“ der Schauspielnovizin.
Nach einem Gastauftritt in der US-amerikanischen Fernsehserie The Romanoffs (2018), erhielt Malanda eine weitere Hauptrolle in Alice Diops Spielfilmdebüt Saint Omer (2022). An der Seite von Kayije Kagame ist sie als alleinerziehende Mutter zu sehen, die angeklagt wird, ihre 15 Monate alte Tochter getötet zu haben, indem sie das Kind an einem Strand der steigenden Flut aussetzte. Der Film erhielt eine Einladung in den Wettbewerb um den Goldenen Löwen der Filmfestspiele von Venedig. Auch die beiden Hauptdarstellerinnen Malanda und Kagame erhielten für ihre Darstellung Kritikerlob zugesprochen. Malanda selbst wurde im Jahr 2023 für den französischen Filmpreis César als beste Nachwuchsdarstellerin nominiert.

## Filmografie
- 2014: Mon amie Victoria
- 2018: The Romanoffs (Fernsehserie, 1 Folge)
- 2022: Saint Omer
- 2023: The Beast (La Bête)
- 2025: Dossier 137